# Gran Piemonte
Gran Piemonte, till och med 2008 Giro del Piemonte, är ett årligt cykellopp i Apenninerna i regionen Piemonte i nordvästra Italien och det räknas till "halvklassikerna". Det ingick i UCI Europe Tour från 2005 och kategoriserades som 1.HC, innan det 2020 flyttades till den då nybildade UCI ProSeries (kategori 1.Pro). Tävlingen hålls vanligen några dagar före Lombardiet runt och ingår, liksom denna, i Trittico d'autunno tillsammans med Milano-Turin. Det är ett endagslopp, men har tre gånger körts som etapplopp (1933 fyra etapper, 1934 sex etapper och 1945 tre etapper). Under 2000-talet har loppet ställts in på grund av finansiella problem åren 2000, 2007, 2013 och 2014.

## Segrare[3][1]
2024  Nelson Powless
2023  Andrea Bagioli
2022  Iván García Cortina
2021  Matthew Walls
2020  George Bennett
2019  Egan Bernal
2018  Sonny Colbrelli
2017  Fabio Aru
2016  Giacomo Nizzolo
2015  Jan Bakelants
2014 Ingen tävling
2013 Ingen tävling
2012  Rigoberto Urán
2011  Daniel Moreno
2010  Philippe Gilbert
2009  Philippe Gilbert
2008  Daniele Bennati
2007 Ingen tävling
2006  Daniele Bennati
2005  Murilo Fischer
2004  Allan Davis
2003  Alessandro Bertolini
2002  Luca Paolini
2001  Nico Mattan
2000 Ingen tävling
1999  Andrea Tafi
1998  Marco Serpellini
1997  Gianluca Bortolami
1996  Richard Virenque
1995  Claudio Chiappucci
1994  Nicola Miceli
1993  Beat Zberg
1992  Erik Breukink
1991  Djamolidine Abdoujaparov
1990  Franco Ballerini
1989  Claudio Chiappucci
1988  Rolf Gölz
1987  Adrie van der Poel
1986  Gianni Bugno
1985  Charly Mottet
1984  Christian Jourdan
1983  Guido Bontempi
1982  Faustino Rupérez
1981  Marino Amadori
1980  Gianbattista Baronchelli
1979  Silvano Contini
1978  Gianbattista Baronchelli
1977  Roger De Vlaeminck
1975 Ingen tävling
1976 Ingen tävling
1974  Francesco Moser
1973  Felice Gimondi
1972  Eddy Merckx
1971  Felice Gimondi
1970  Italo Zilioli
1969  Marino Basso
1968 Ingen tävling
1967  Guido De Rosso
1966  Rudi Altig
1965  Romeo Venturelli
1964  Willy Bocklant
1963  Adriano Durante
1962  Vito Taccone
1961  Angelo Conterno
1960  Alfredo Sabbadin
1959  Silvano Ciampi
1958  Nino Defilippis
1957  Silvano Ciampi
1956  Fiorenzo Magni
1955  Giuseppe Minardi
1954  Nino Defilippis
1953  Fiorenzo Magni
1952  Giorgio Albani
1951  Gino Bartali
1950  Alfredo Martini
1949  Adolfo Leoni
1948  Renzo Soldani
1947  Vito Ortelli
1946  Sergio Maggini
1945  Secondo Barisone
1943 Ingen tävling
1944 Ingen tävling
1942  Fiorenzo Magni
1941  Aldo Bini
1940  Cino Cinelli
1939  Gino Bartali
1938  Pietro Rimoldi
1937  Gino Bartali
1936  Aldo Bini
1935  Aldo Bini
1934  Learco Guerra
1933  Antonio Folco
1933  Giuseppe Martano
1931  Mario Cipriani
1930  Ambrogio Morelli
1929  Antonio Negrini
1928  Marco Giuntelli
1927  Alfredo Binda
1926  Alfredo Binda
1925  Gaetano Belloni
1924  Costante Girardengo
1923  Bartolomeo Aimo
1922  Angelo Gremo
1921  Giovanni Brunero
1920  Costante Girardengo
1919  Costante Girardengo
1918  Ugo Bianchi
1917  Domenico Schierano
1916  Francesco Cerutti
1915  Natale Bosco
1914  Giuseppe Santhià
1913  Romolo Verde
1912  Costante Costa
1911  Mario Bruschera
1910  Vincenzo Borgarello
1909 Ingen tävling
1908  Giovanni Gerbi
1907 Ingen tävling
1906  Giovanni Gerbi